# Flop (baloncesto)
En el baloncesto, un flop es una caída intencionada o un traspié de un jugador después de un contacto físico escaso o nulo por parte de un jugador contrario, con el fin de provocar una falta personal por parte de un Oficial de baloncesto contra el adversario. Este movimiento se denomina a veces actuación, como en “actuación como si le hubieran hecho una falta”. Debido a que está diseñado intrínsecamente para engañar al árbitro, el flopping se considera generalmente como una conducta antideportiva. No obstante, es una práctica muy extendida e incluso perfeccionada por muchos jugadores profesionales.
No es fácil hacer un Falsificación efectiva, principalmente porque el contacto puede resultar en el efecto opuesto-una falta llamada al jugador defensivo-cuando se hace demasiado contacto o si el jugador no se ha posicionado perfectamente. Además, incluso si no se convoca una falta para ninguno de los dos jugadores, al caer al suelo, el jugador defensivo que cae se habrá quitado de encima cualquier oposición defensiva en la jugada, permitiendo así que el ataque anote fácilmente. Para provocar faltas ofensivas en los oponentes de forma consistente se necesita un buen control corporal y una gran cantidad de práctica.
La National Basketball Association (NBA) añadió una regla en 1997 para reducir las caídas en la llave 'pintura' cerca de la canasta, añadiendo un arco restringido de 4 pies (1,22 metros) (señalado con una Línea (gráficos)) alrededor del centro de la canasta para ayudar a prevenir las caídas. Dichas caídas se cobran como faltas de bloqueo o no se señalan, o Interposición si se hacen por encima del aro. En la  Temporada 2012-13, la liga comenzó a multar a los jugadores culpables.